# بنیانا
بُنْیانا نخستین گوساله تاگ‌سازی شده در ایران است. تولد این گوساله که بنیانا به مفهوم بنیادین و پایه‌ای نام گرفته، نخستین تولد موفق گوساله همانندسازی شده در خاورمیانه محسوب می‌شود، تولید گوساله بنیانا در ساعت ۱۵:۳۰ روز شنبه ۲۰ تیر ۱۳۸۸ و پس از گذراندن ۲۷۰ روز کامل حاملگی با انجام عمل سزارین در مجتمع دامپروری نصر در پژوهشکده رویان اصفهان تحقق یافت. این گوساله ۵ روز بعد از به دنیا آمدن به دلایل عفونتی که مشخص نیست چگونه ایجاد شده بود تلف شد.
تولد این گوساله حاصل یک رشته تحقیقات دامنه‌دار از سال ۱۳۸۲ در تولید انواع حیوانات مزرعه حاصل از آی‌وی‌اف، همانندسازی و مهندسی ژنتیک بوده که منجر به تولد گوسفند شبیه‌سازی شده رویانا و بز شبیه‌سازی شده حنا شده‌است.